# C・T・オニオンズ
C・T・オニオンズ（Charles Talbut Onions 1873年9月10日 - 1965年1月8日）はイギリスの英語学者で辞書編集者。アニアンズとも表記される。ロンドン大学、オックスフォード大学で学位を取得する。ジェームズ・マレーらによるオックスフォード英語辞典の編集に携わる。日本で広く用いられている5文型のもととなる動詞型を考えた。

## 生涯
オニオンズ、チャールズ・タルバットは、1873年9月10日、イギリスのバーミンガムのエッジバストン、スプリング・ストリート40番地で、ラルフ・ジョン・オニオンズと錠前師ジョン・タルバットの娘ハリエットの長男として生まれた。オニオンズ家は伝統的にふいご製造業を営んでいたが、父ラルフ・オニオンズは金属の設計者およびエンボス加工者だった。
当初寄宿学校で英文法を学んだオニオンズは、その後バーミンガムにあるエドワード6世財団のキャンプヒル支部で英文法を学ぶ。そこで彼は、校長のA.J.スミス牧師の影響を受けた。スミス校長は、新英語辞典と一緒に、リトレのフランス語辞典を教室に保管しており、オニオンズが辞書編纂を行うきっかけを与えてくれた。その後、オニオンズはバーミンガムのメイソン・カレッジに入学し、1892年にフランス語三級の成績を収めてロンドンの学士号を取得し、1895年には修士号を取得した。
1895年9月、ジェームズ・マレーはオニオンズをオックスフォード英語辞典のスタッフに招待した。1906年から1913年にかけて、オニオンズはブラッドリーとW.A.クレイギーの監督の下、辞書の様々な部分の作成を委託された。
1907年4月17日、オニオンズは、シェニントン牧師アーサー・ブライスマン牧師の末娘アンジェラと結婚。7人の息子と3人の娘に恵まれた。
1911年、オニオンズによるシェイクスピア用語集が出版され、1916年にはシェイクスピアの『イングランド』が出版された。
1918年、オニオンズにイギリス海軍情報部門から、イギリス海兵隊名誉大佐の称号が贈られる。
1920年、オニオンズはオックスフォード大学の英語講師になった。1922年にウィリアム・リトルが亡くなった後、オニオンズは、オックスフォード英語辞典の編集を引き継いだ。オックスフォード英語辞典は1933年に出版され、1959年まで改訂と増補が続けられた。
1922年、ヘンリー・スウィートが編集した「アングロ・サクソン・リーダー」を、クラレンドンプレスのために改訂。
1923年にブラッドリーが亡くなると、オックスフォード大学モードリン・カレッジは、空席となったフェローにオニオンズを選出した。1940年から1955年まで、彼は大学の司書を務めた。また、オニオンズは 1929年から1933年まで言語学協会の会長を務め、1938年にはイギリス学士院フェローに選出された。
オックスフォード英語辞典の完成に対して、オックスフォード大学、リーズ大学、バーミンガム大学は、オニオンズに名誉学位を授与。1934年には大英帝国勲章が授与された。1945年、彼はR. W. ジョンの後継者となり、古英語テキスト協会の名誉理事に就任し、その後の12年間出版プログラムの拡大に多くの貢献をした。また、1932年の創刊から1956年まで、中世言語文学研究協会の機関誌であるMedium Ævumの編集者を務めた。
オニオンズが亡くなるまでの最後の20年間は、オックスフォード英語語源辞典（1966年）の完成に費やされた。オックスフォード英語語源辞典は38,000を超える単語を扱い、彼の死の直前に出版された。オニオンズには吃音障害があり、他の吃音者に対して同胞意識を抱いていた。1965年1月8日、オニオンズはオックスフォードのラドクリフ診療所で亡くなり、1月13日に埋葬された。

## 参考資料
- “Onions, Charles Talbut”.   Oxford Dictionary of National Biography. 2024年5月30日閲覧。

| スタブアイコン | サブスタブ | この項目は、まだ閲覧者の調べものの参照としては役立たない、人物に関連した書きかけの項目です。この項目を加筆・訂正などしてくださる協力者を求めています（P:人物伝/PJ:人物伝）。 |